# Nestor Redondo
Pour les articles homonymes, voir Redondo (homonymie).
Nestor Redondo (né le 4 mai 1928 à Candon et mort le 30 décembre 1995) est un dessinateur de bande dessinée philippin. Il est à la fois connu aux Philippines pour ses travaux des années 1950 et 1960 et la créateur de Darna, et aux États-Unis pour ses illustrations de comic books d'horreur DC Comics et sa participation à Swamp Thing dans les années 1970.

## Biographie
Après des études d'architecture, Nestor Redondo se lance dans la bande dessinée. Il connaît le succès dès 1950 lorsque Mars Ravelo (en) lui propose d'illustrer les aventures de la super-héroïne Darna, qui connaissent un succès immédiat. En 1953, MGM Pictures lui propose d'aller travailler aux États-Unis mais Redondo, s'estimant trop jeune, préfère rester aux Philippines. Tout au long de la décennie, il s'affirme comme l'un des principaux dessinateurs de son pays. En 1963, il fonde avec cinq collègues (Tony Caravana, Alfredo Alcala, Jim Fernandez (en), Amado Castrillo et son frère Virgillio Redondo) CRAF Publications pour s'auto-éditer.
Si l'expérience est de courte durée, Redondo n'en pâti guère puisqu'il commence à travailler pour la maison d'édition américaine de comic books DC Comics en 1971. Il y dessine surtout pour les publications d'horreur, de ses débuts à 1982. En 1974-1975, les sept numéros de Rima the Jungle Girl (en) ne connaissent pas le succès escompté, au contraire des treize épisodes de Swamp Thing qu'il dessine à la suite de Bernie Wrightson (1974-1976). Parallèlement, Redondo adapte des romans en bande dessinée pour Pendulum Press, anime un studio d'auteurs philippins auquel participe notamment Alex Niño et entame en 1977 une carrière dans la bande dessinée chrétienne avec Marx, Lenin, Mao and Christ pour Portes Ouvertes.
En 1978, Redondo s'installe en Californie pour travailler dans l'animation. Après avoir participé à quelques projets indépendants, il se met à réaliser des storyboards pour les productions Marvel. Hors publications chrétiennes, ses travaux pour la bande dessinée se font plus rare après 1982, Redondo se contentant de travailler ponctuellement comme encreur : The Savage Sword of Conan (1983), Red Sonja (1983), Aztec Ace (en) (1984-1985), Legends of the Stargazers (1989) et Solarman (en) (1990). Il meurt en 1995.

## Récompenses
- 1979 : Inkpot Award